# Emirato
Un emirato (en árabe: إمارة imāra, plural: إمارات imārāt) es un territorio político bajo la administración de un emir, siendo un tipo de monarquía característica del Oriente Medio y el Mundo Árabe. En árabe, el término puede ser generalizado a una provincia o país que es administrado por un miembro de la clase dominante. 
Desde un punto de vista histórico, un emirato es una unidad político-religiosa menor que un califato, dándose la curiosidad de que la Península ibérica fue el primer territorio donde un emirato (el Emirato de Córdoba) se autoproclamó como califato (el Califato de Córdoba) en el año 929.
Algunos equivalentes del término pueden ser los principados en el mundo occidental y los beylicatos del antiguo Imperio otomano.

## Etimología
Etimológicamente emirato o amirato (árabe: إمارة imārah, plural: إمارات imārāt) es la cualidad, dignidad, oficio o competencia territorial de cualquier emir (príncipe, comandante, gobernador, etc.).

## Como monarquía
Los Emiratos Árabes Unidos son un Estado federal que amalgama siete emiratos, cada uno administrado hereditariamente por un emir; estos siete forman un colegio electoral para la elección de un presidente y un primer ministro. Como casi todos los emiratos han desaparecido, se han integrado a algún Estado moderno más grande o han cambiado sus modos de gobernanza, por ejemplo, a Malik (Reino de Arabia saudita) o a sultanatos, verdaderos Estados emiratíes que se han vuelto raros hoy en día.

## Como provincias
Además, en árabe el término puede ser generalizado para significar cualquier provincia de un país que es administrado por un miembro de la clase gobernante, especialmente por un miembro (normalmente llamado emir) de la familia real, como en las provincias del reino saudí.

## Lista de emiratos actuales
En la actualidad, existen varias unidades políticas correspondientes a emiratos en la península arábiga. De estos, tres son Estados independientes y siete forman una confederación, los Emiratos Árabes Unidos.

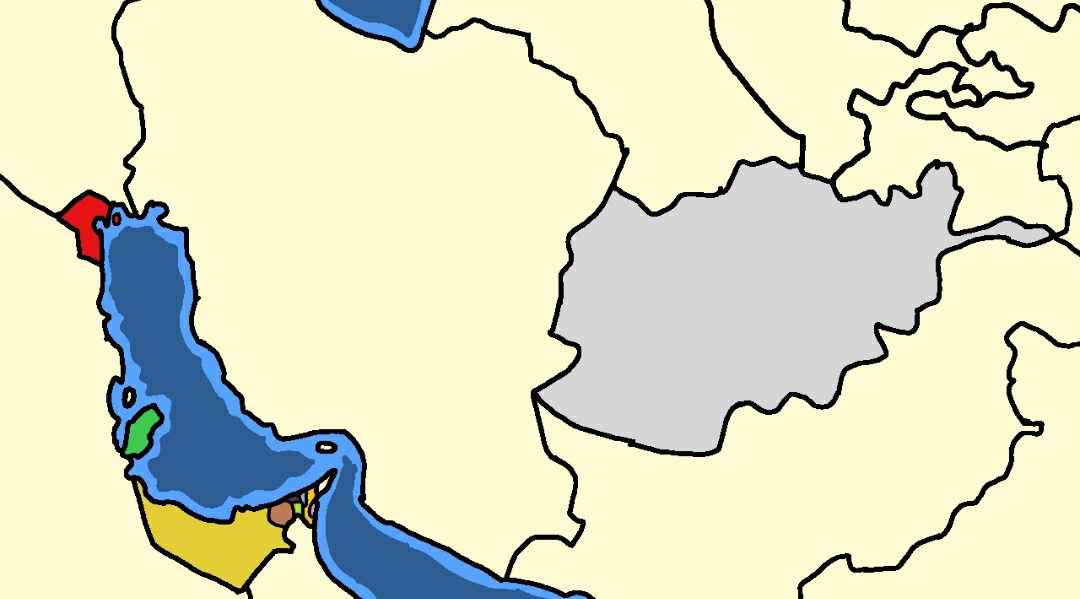
Emiratos del Golfo Pérsico y Afganistán.

- Kuwait, emirato independiente desde 1961.
- Catar, emirato independiente desde 1971.
- Emiratos Árabes Unidos, confederación de emiratos, desde 1971, compuesta por:
  -  Abu Dabi
  -  Ajman
  -  Dubái
  -  Fuyaira
  -  Ras al Jaima
  -  Sarja
  -  Umm al-Qaywayn
- Afganistán, emirato independiente desde 2021.

## Emiratos históricos
Una lista de emiratos que ya han dejado de existir, no son reconocidos ni ostentan poder real o fueron integrados en otro país y han preservado sus "estados tradicionales" ordenados por localización y en orden de la fecha del primer líder llamado "emir"

### África

#### Norte de África
- Emirato de Nekor, región del Rif del actual Marruecos 710-1019
- Emirato de Aglabí, aglabí en los actuales Túnez, Argelia, Sicilia, Marruecos y Libia 800-909
- Emirato de Túnez, Ifriqiya hafsí en los actuales Túnez, Argelia y Libia 1229-1574
- Emirato de Zab, actual Argelia hacia 1400 (de corta duración)
- Emirato de Trarza, actual suroeste de Mauritania 1640-1910
- Emirato de Cirenaica, actual Libia oriental 1949-1951 (se convirtió en el Reino de Libia)

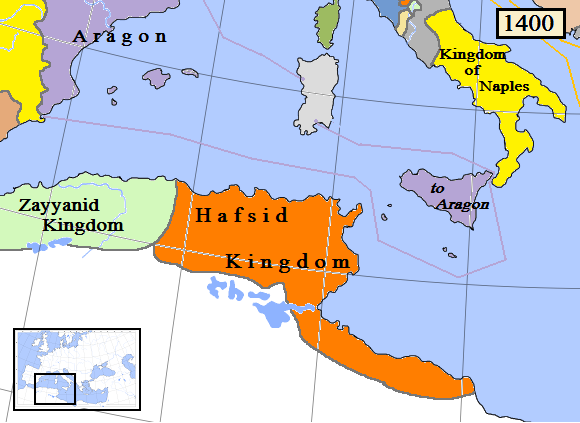
Aglabí bajo los hafsíes
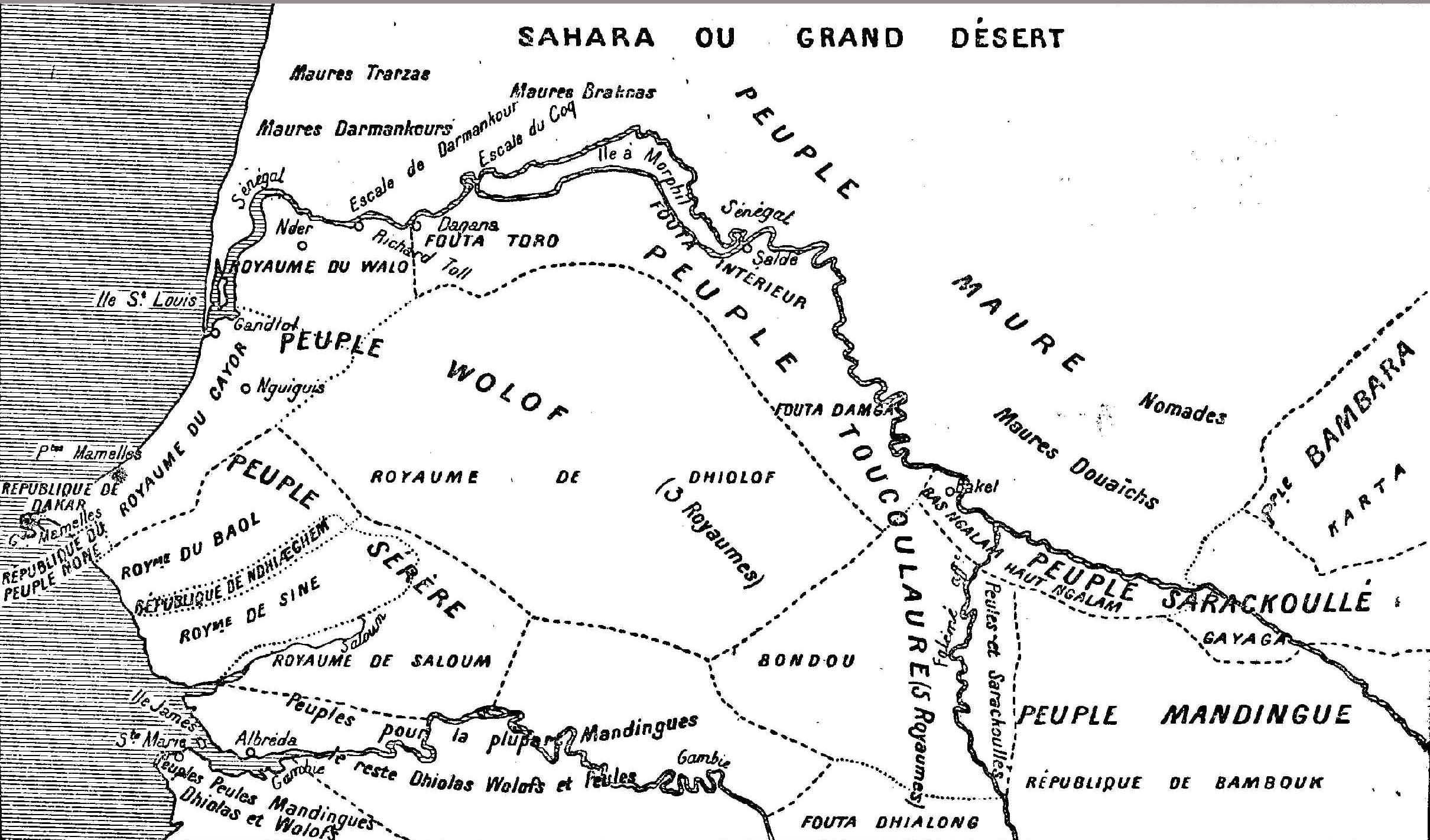
Trarza (arriba a la izquierda)
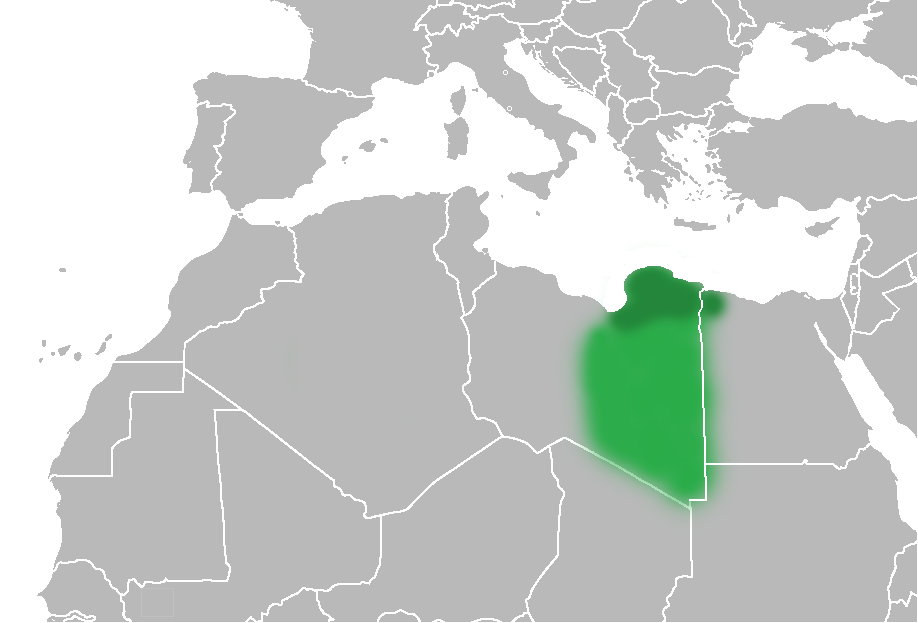
Cirenaica en Libia

### Etiopía
- Emirato de Harar, Etiopía oriental 1647–1887

#### Ghana
- Emirato de Zabarma - Noreste de Ghana 1860s-1897

##### Níger
- Emirato de Say - Suroeste de Niger  Siglo 19- (integrado)

#### Nigeria

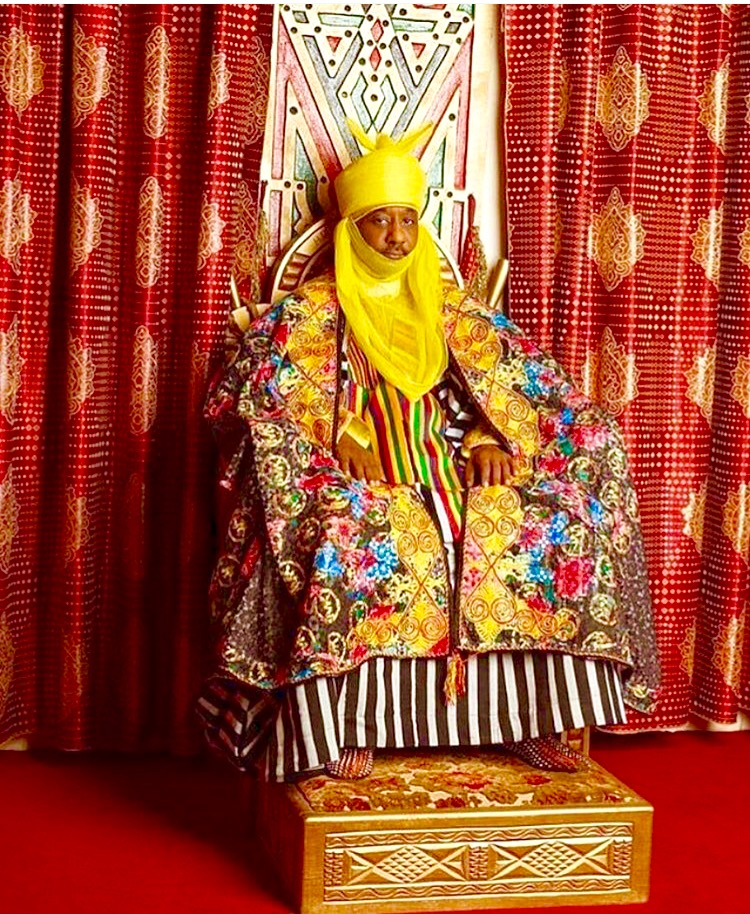
El emir de Kano, en su trono.

- Emirato de Fika, noroeste de Nigeria siglo 15– (integrado)
- Emirato de Gwandu, noroeste de Nigeria siglo 15 al 2005 (integrado y luego depuesto)
- Emirato de Kebbi, noroeste de Nigeria 1516– (integrado)
- Emirato de Borgu, central oeste de Nigeria, a partir del Emirato de Bussa 1730–1954 y Emirato de Kaiama 1912–54, unificado 1954– (integrado)
- Emirato de Gumel, central norte de Nigeria 1749– (integrado)
- Emirato de Yauri, noroeste de Nigeria 1799– (integrado)
- Emirato de Gombe, noreste de Nigeria 1804– (integrado)
- Emirato de Kano, central norte de Nigeria 1805– (integrado)
- Emirato de Bauchi, noreste de Nigeria 1805– (integrado)
- Emirato de Daura, central norte de Nigeria 1805– (integrado)
- Emirato de Katagum, central norte de Nigeria 1807– (integrado)
- Emirato de Zaria, central norte de Nigeria 1808– (integrado)
- Emirato de Potiskum, noreste de Nigeria 1809– (integrado)
- Emirato de Adamawa, este de Nigeria y antiguamente dentro del oeste de Camerún 1809– (integrado donde se preservo)
- Emirato de Ilorin, suroeste de Nigeria 1817– (integrado)
- Emirato de Muri, central este de Nigeria 1817– (integrado)
- Emirato de Kazaure, central norte de Nigeria 1819– (integrado)
- Emirato de Lapai, centro de Nigeria 1825– (integrado)
- Emirato de Suleja, central Nigeria 1828– (integrado)
- Emirato de Agaie, central oeste de Nigeria 1832– (integrado)
- Emirato de Bida, central oeste de Nigeria 1856– (integrado)
- Emirato de Kontagora, central norte de Nigeria, 1858– (integrado)
- Emirato de Borno, noreste de Nigeria 1900– (integrado)
- Emirato de Dikwa, noreste de Nigeria 1901– (integrado)
- Emirato de Biu, noreste de Nigeria 1920– (integrado)

### Asia

#### Arabia
- Emirato de La Meca, Arabia Occidental 967-1916
- Emirato Uyuní, la actual península arábiga 1076-1253
- Emirato de los Yabrid, Arabia oriental y central 1417-1524
- Emirato de Al-Uyaynah, Arabia central 1446-1760
- Emirato de Bani Jalid, Arabia oriental 1669-1796
- Emirato de Beihan, actual Yemen meridional 1680-1967
- Emirato de Diriyah, principalmente en la actual Arabia Saudí y los EAU 1727-1818
- Emirato de Nejd, centro y este de Arabia 1818-91
- Emirato de Dhala, Yemen meridional moderno principios del siglo XIX hasta 1967
- Emirato de Jabal Shammar, centro-norte de Arabia 1836-1921
- Emirato de Nejd y Hasa, centro de Arabia 1902-21
- Emirato Idrisí de Asir, Jizan, en el moderno suroeste de Arabia Saudí 1906-34
- Emirato de Baréin, 1971-2002 (antes estaba bajo un hakim; después bajo un malik)
- Emiratos de Arabia Saudí, las trece provincias de Arabia Saudí
- Baréin, emirato de 1971 a 2002, actualmente reino.

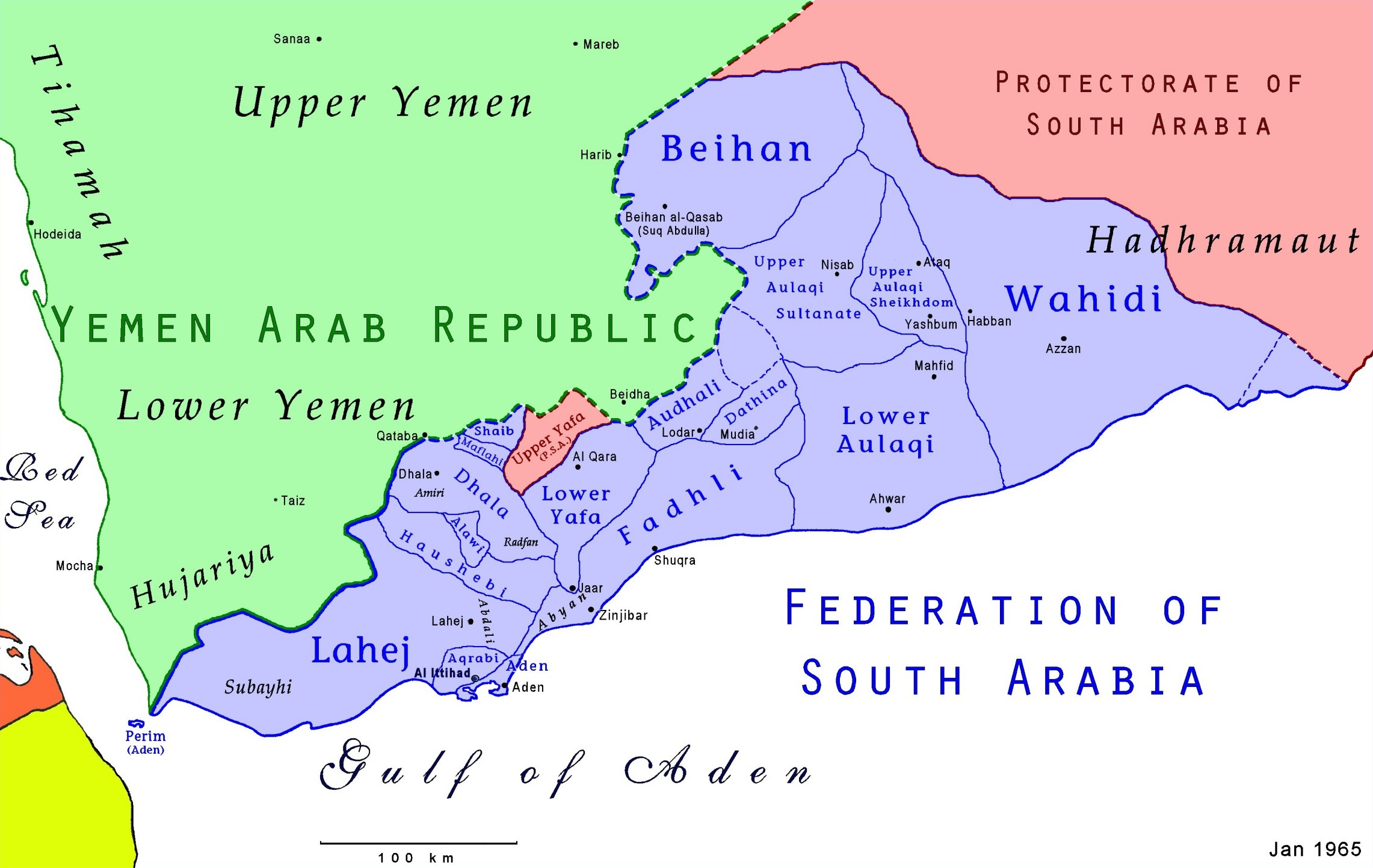
Beihan y Dhala en Arabia del Sur
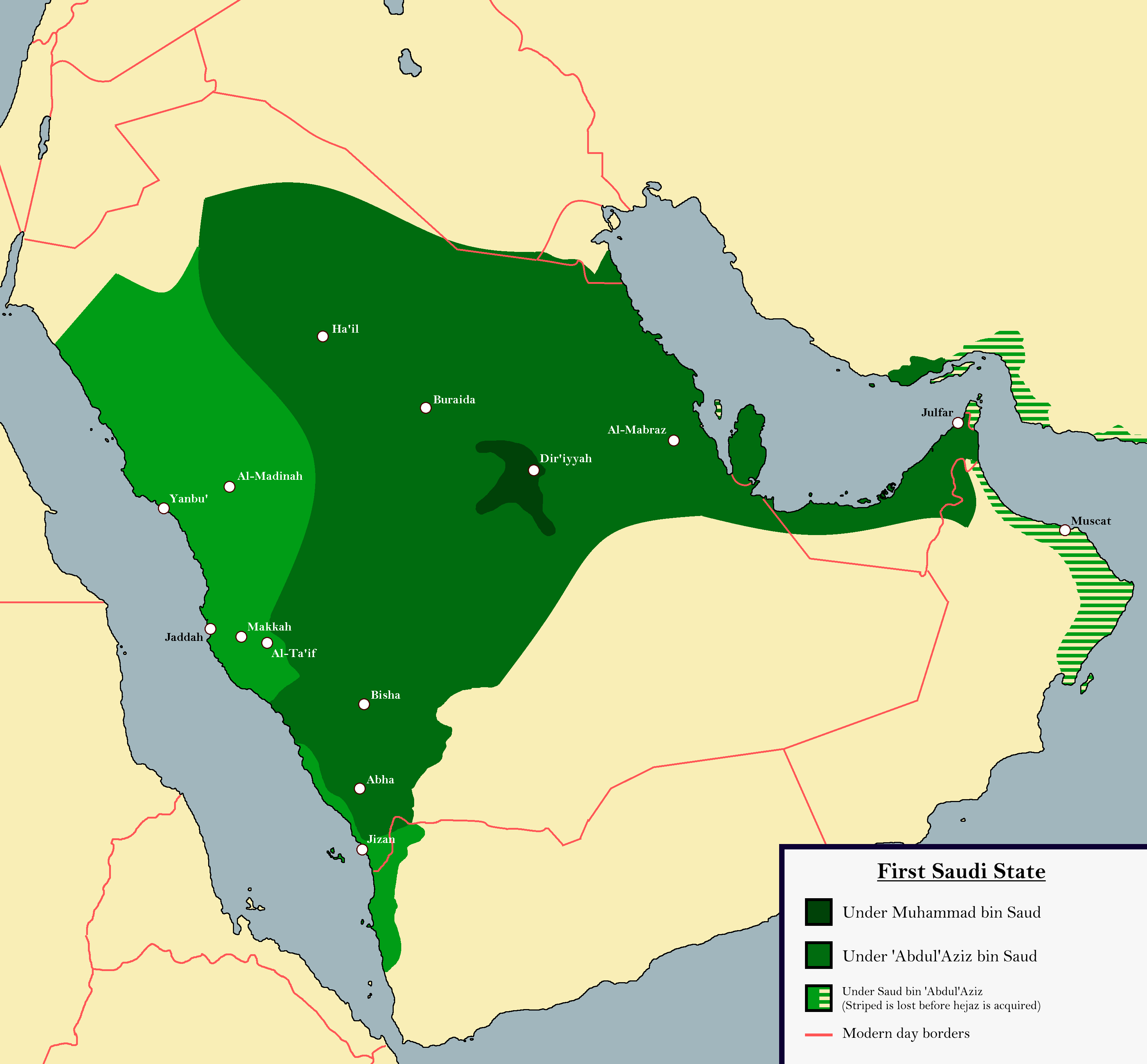
Diriyah
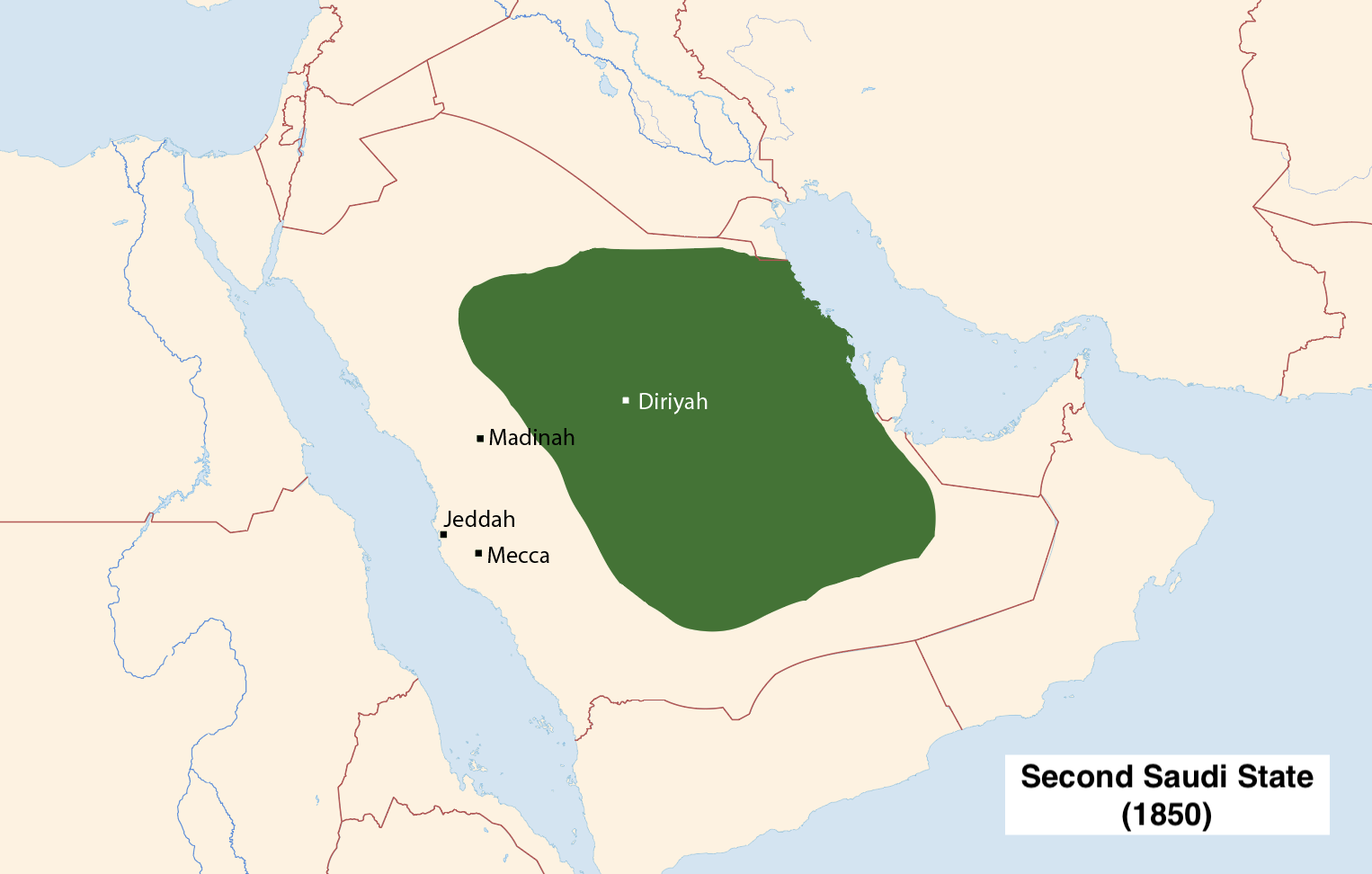
Nejd
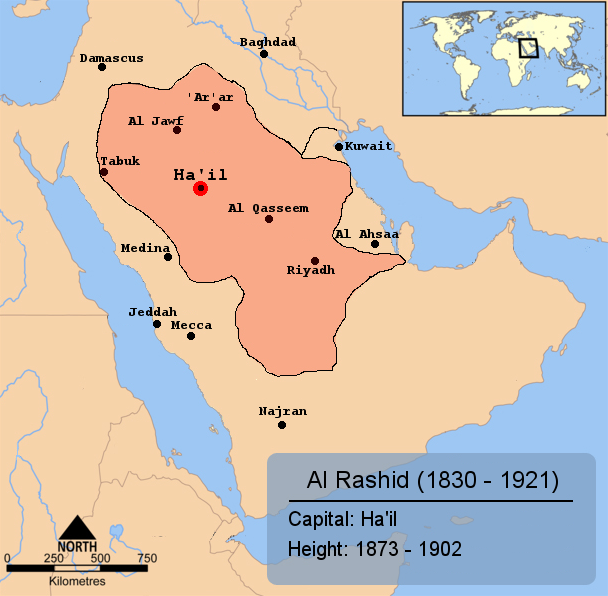
Jabal Shammar
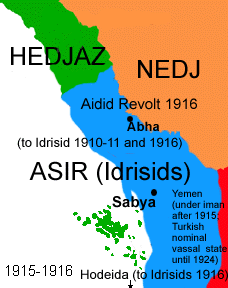
Asir en su apogeo
Baréin
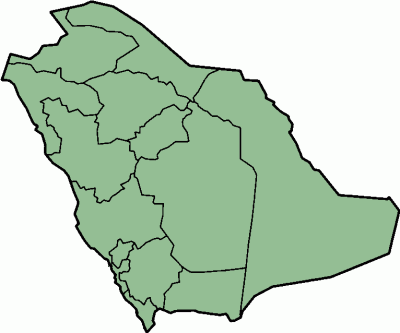
Divisiones de los emiratos saudíes

### Oriente Próximo
- Emirato de Mosul, actual Irak 905-1096, 1127-1222, 1254-1383, 1758-1918
- Emirato de Melitene, actual Turquía central, de mediados del siglo IX a 934
- Emirato de Amida, actual Turquía oriental 983-1085
- Emirato de Karaman, centro-sur de Anatolia 1250-1487
- Emirato de Aydin, estado compuesto por turcos oghuz en la Turquía moderna desde principios del siglo XIV hasta 1390
- Emirato de Dulkadir, Turquía oriental moderna 1337-1522
- Emirato de Ramazan, Turquía oriental moderna 1352-1608
- Emirato del Monte Líbano, actual Líbano 1516-1842
- Emiratos timúridas, el imperio de Timur y los emiratos menores que quedaron tras la caída de la dinastía timúrida en Oriente Próximo, 1526-1550
- Emirato de Soran, actual norte de Irak 1816-35
- Az Zubayr, ciudad de la gobernación de Basora, Irak, durante el siglo XVI
- Emirato de Transjordania, actual Jordania 1921-46
- Emirato Islámico de Byara, moderna región del Kurdistán, Irak, 2001-2003

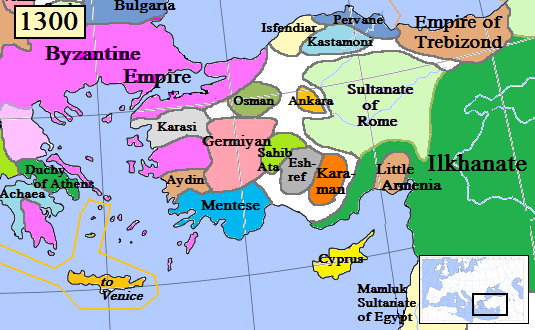
Emirato otomano en 1300, etiquetado "Osman"
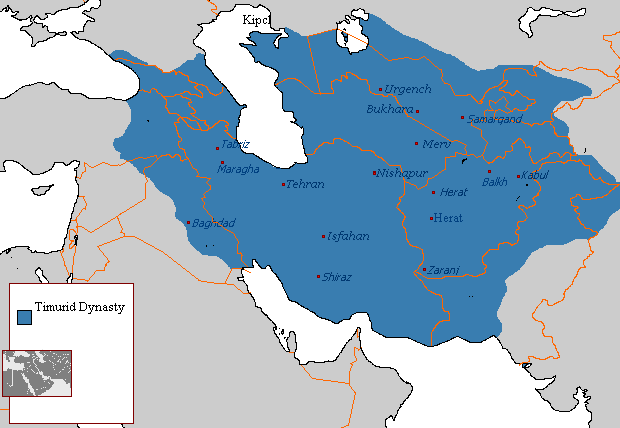
Emirato timúrida bajo el liderazgo de Timur
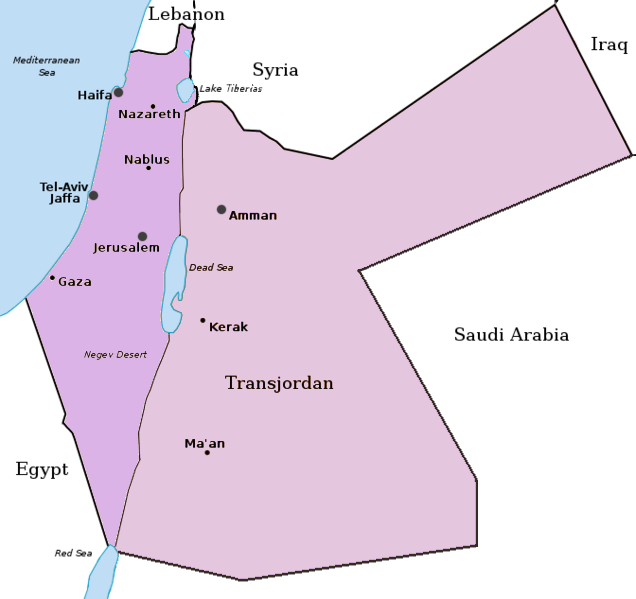
Transjordania

#### Asia Central
- Emirato de Bujará, actual Uzbekistán 1785-1920
- Emirato de Khotan, 1933 noroeste de China, fusionado en la Primera República del Turkestán Oriental

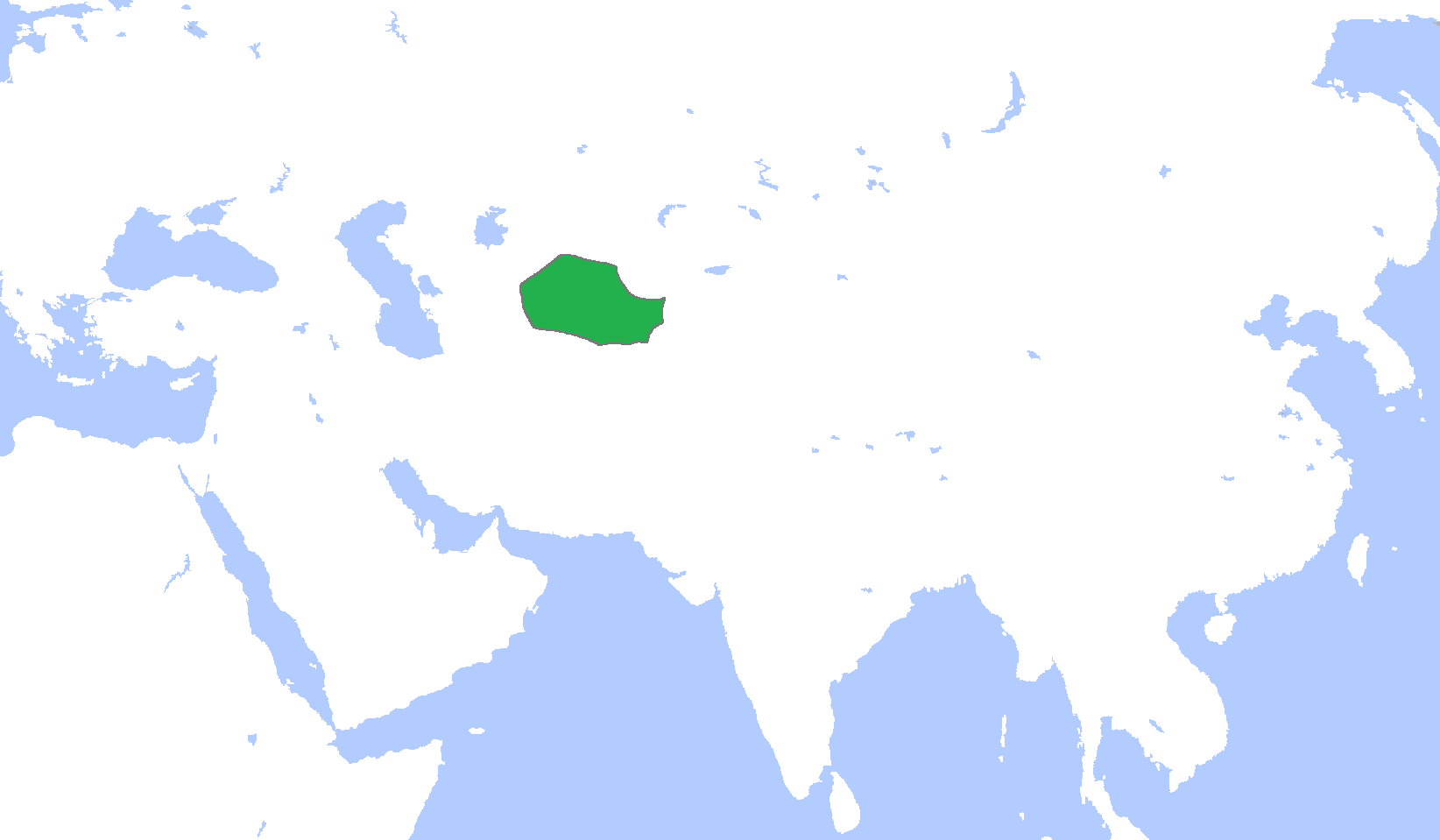
Bujará
Khotan en la China moderna

#### Asia Meridional
- Emirato de Afganistán, Afganistán 1823-1929
- Emirato Islámico de Afganistán (1996-2001), primer periodo de gobierno talibán en Afganistán (derrocado)
- Emirato Islámico de Kunar, sur de Afganistán 1991-1991
- Emirato de Multan
- Emirato Habbarí

Emirato de Afganistán

### Europa

#### Cáucaso
- Emirato de Armenia, Cáucaso 637-884
- Emirato de Darband, Azerbaiyán 869-1075
- Emirato de Tiflis, actual Georgia 736-1080, nominalmente hasta 1122
- Emirato del Cáucaso Norte, Chechenia y Daguestán en el Cáucaso 1919-1920
- Emirato del Cáucaso, Cáucaso 2007-2017 (no reconocido)

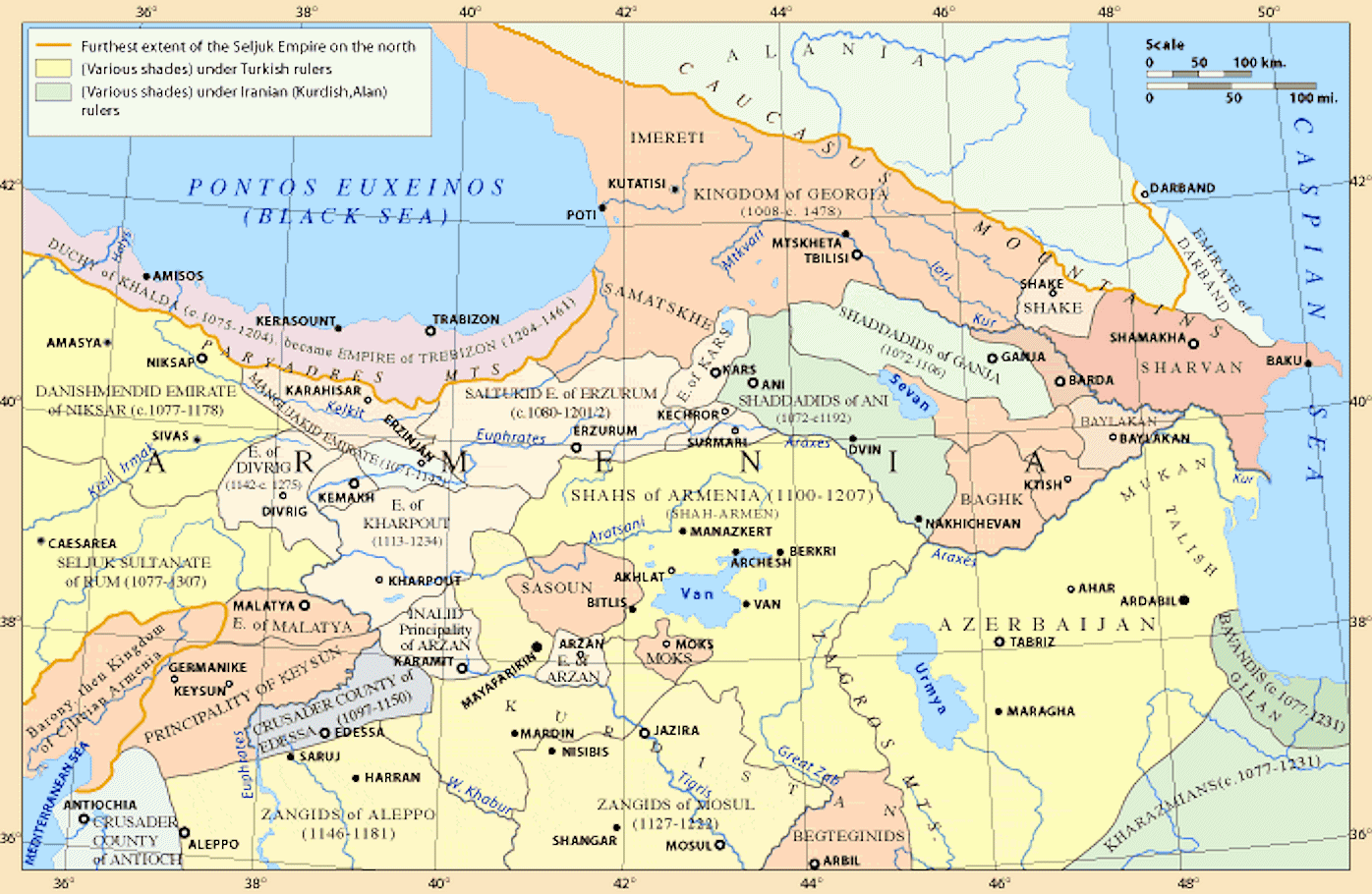
Darband, Azerbaiyán
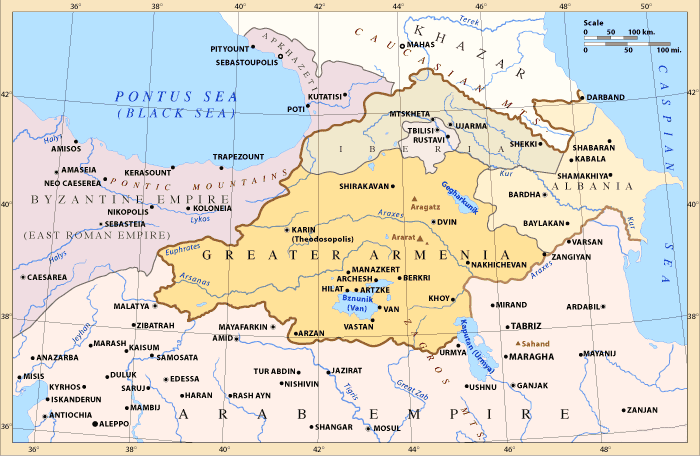
Armenia

#### Iberia
- Emirato de Córdoba, 756-929, actual España y Portugal (título cambiado a califa en 929)
- Emirato de Granada, 1238-1492
- Emirato de Badajoz, actual Portugal y España occidental 1009-1151
- Emirato de Almería, región de Almería y Cartagena en la España actual 1013-1091
- Emirato de Jerez, ciudades de Jerez de la Frontera y Arcos de la Frontera en la España moderna meridional 1145-1147

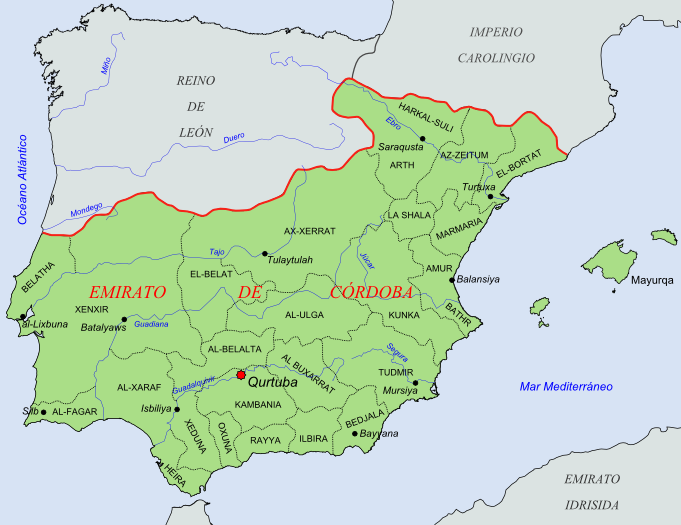
Córdoba
Badajoz
Granada

## Región mediterránea central y oriental
- Emirato de Creta, Creta, Grecia moderna, 824 u 827/828 a 961
- Emirato de Bari, ciudad de Bari en el sur de Italia, 847-871
- Emirato de Malta, 870-1091
- Emirato de Sicilia, Sicilia 965-1072
- Emirato de Qatansáar, ciudad de Catanzaro en el sur de Italia 903-1050

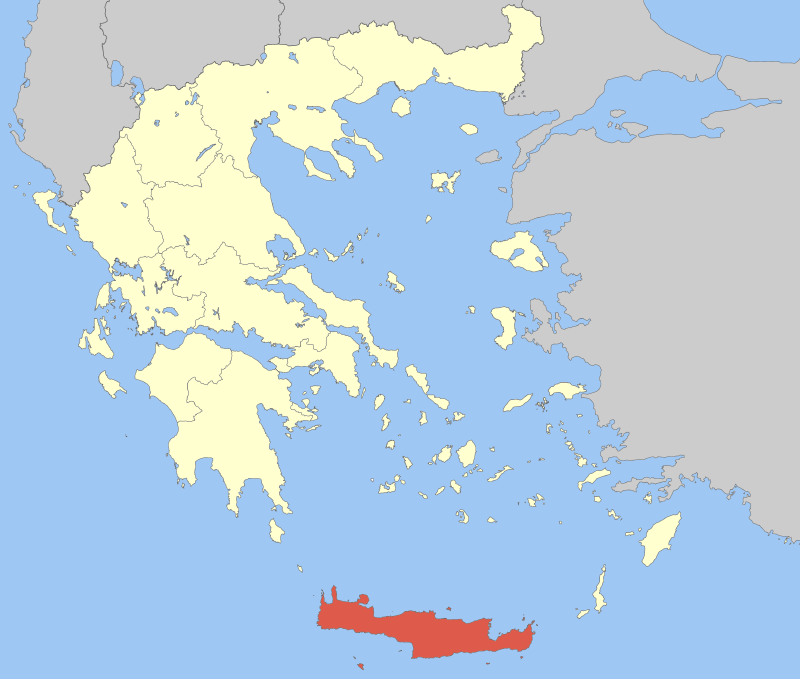
Creta dentro de la Grecia moderna
Sicilia (en la parte inferior)